# أحمد الحامد
أحمد الحامد (1971 -) إعلامي من فئة البدون في الكويت  يقيم في الإمارات

## مشواره المهني
دخل المجال الاعلامي عن طريق جريدة (صوت الكويت)
بدأ مع انطلاقة إذاعة إم بي سي إف إم في منتصف عام 1994 وكان مقدمًا للبرامج المنوعة وكانت تبث من لندن حيث قدم خلالها برنامج (ليلة خميس) الذي استضاف من خلاله شخصيات فنية بارزة، كما قدم برنامج المسابقات (ستة في واحد) إضافة إلى مشاركته في تقديم برامج تلفزيونية لصالح (إم بي سي) منها حفلات فنية وبرنامج المسابقات (الصفقة), إضافة إلى جلسات الطرب التي تبثها المحطة. وكان من الأشخاص الذين ساهموا في إنشاء اذاعة (صوت الخليج) القطرية عام 2002م ثم تركها ليعود عبر اذاعة (ام بي سي اف ام). حاز على لقب أفضل مذيع في أكثر من استفتاء قامت به مجموعة من الصحف والمجلات •
ثم انتقل للعمل في راديو روتانا حتى شهر مايو 2018، ومن ثم انتقل بعدها للعمل ببرنامج تالي الليل البرنامج الذي عرض بشهر رمضان 1439هـ على قناة ً sbc السعودية